# Rubeospineus
Rubeospineus is een geslacht van wantsen uit de familie van de Miridae (Blindwantsen). Het geslacht werd voor het eerst wetenschappelijk beschreven door Weirauch in 2006.

## Soorten
Het genus bevat de volgende soorten:

- Rubeospineus bicorniger Weirauch, 2006
- Rubeospineus truncatus Weirauch, 2006
- Rubeospineus yosemite Weirauch, 2006